# 諾曼·本特威奇
諾曼·德·馬托斯·本特威奇（英語： OBE MC；1883年2月28日—1971年4月8日），英國猶太裔大律師及法學家，曾任巴勒斯坦託管地律政司，錫安主義者。

## 生平

### 早年
諾曼·本特威奇是英國錫安主義者夏拔·本特威奇的長子，曾就讀於倫敦聖保羅學校及劍橋大學三一書院。據傳他在三一書院是約翰·韋斯特萊克「最喜歡的學生」。
1907至1912年，本特威奇擔任一年一度的錫安主義大會的代表。他於1908年首次到訪以色列地（巴勒斯坦地區）。
1916年1月1日，他在巴勒斯坦地區前線的英國軍隊服役，獲授軍功十字勳章，並於1919年獲授大英帝國勳章。第一次世界大戰時，本特威奇以少校軍階退伍。

### 巴勒斯坦託管地政府

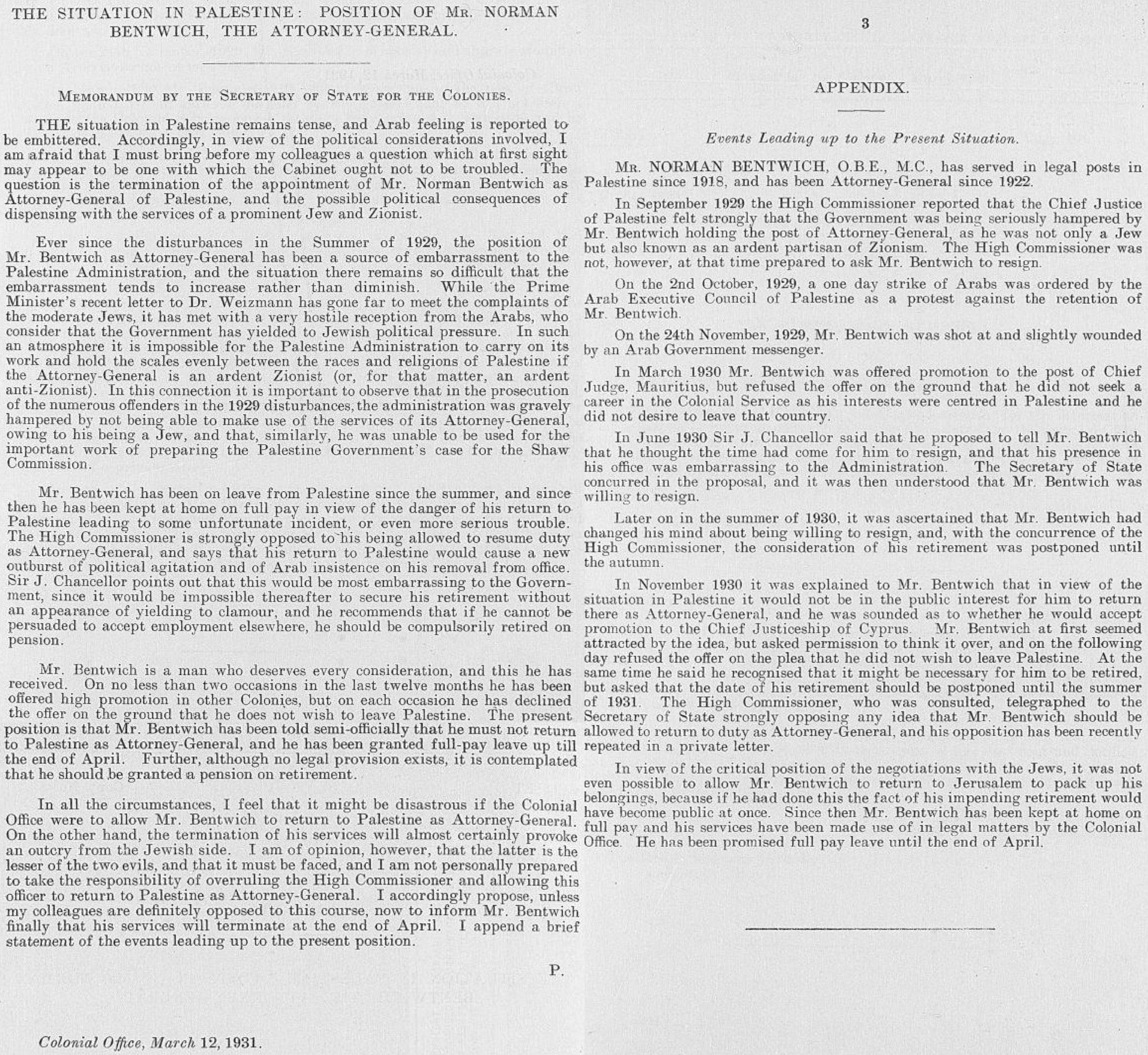
1931年理藩部關於諾曼·本特威奇的備忘錄

在英國軍管巴勒斯坦地區期間，本特威奇擔任高級司法人員。1920年後，他繼續在巴勒斯坦託管地政府擔任律政司，1931年卸任。
本特威奇在巴勒斯坦法律的發展中發揮了重要作用。利霍夫斯基稱，本特威奇「集中精力為巴勒斯坦提供了一套現代商事法，他相信這將促進經濟發展，從而吸引更多猶太移民。」
本特威奇因其錫安主義立場越來越不受巴勒斯坦阿拉伯人歡迎。阿拉伯人舉行示威及其他抗議活動反對他在政府中的存在。英國理藩部的一些官員開始將他視為累贅。巴勒斯坦託管地首席按察司米高·麥當奴對他尤為仇視，並鼓動將其解職。1929年，他不獲准許在蕭氏委員會代表政府檢控西牆暴動疑犯。
1929年11月，本特威奇遭巴勒斯坦警察隊的一名17歲阿拉伯僱員刺殺未遂，大腿中槍。報章社論稱阿拉伯人煽動導致了暗殺事件，並指責託管地政府剝奪了猶太裔官員使用武器防身的權利。儘管本特威奇親自為襲擊者辯護，該人仍是被判處15年監禁。
1930年底，他休假返回英國，並試圖為自己繼續在巴勒斯坦發揮作用尋求支持，但未有成功。毛里裘斯及塞浦路斯曾邀請他擔任高級司法職位，但遭其拒絕。
1931年8月，英國副藩務大臣免去了本特威奇的律政司職務，理由是「巴勒斯坦特殊的種族及政治條件，以及政府因此要承受的困難」。錫安主義者將本特威奇的解職視為託管地政府最嚴重的不公正作為之一。

### 耶路撒冷希伯來大學
1932至1951年間，本特威奇擔任耶路撒冷希伯來大學國際關係系主任。他的第一場演講「耶路撒冷，和平之城」遭猶太學生打斷，他們認為他對阿拉伯人過於傾向於和解。數名帶頭人，包括亞伯拉罕·斯特恩，因此遭停課。本特威奇是錫安主義思想家阿哈德·哈姆的弟子，並於1927年出版著作《阿哈德·哈姆與他的哲學》。他是巴勒斯坦行政當局的猶太成員之一，於1929年加入「和平之約」（Brit Shalom）協會，該協會旨在尋求巴勒斯坦猶太人與阿拉伯人和解。

### 晚年
他後來擔任英格蘭猶太歷史學會會長。
他在《託管地回憶》（Mandate Memories）一書中指出，《貝爾福宣言》並不是英國政府魯莽或感情用事的行為，也不是精心策劃的政鬥措施，而是在經過再三權衡及與盟國協商後作出的審慎決定。
本特威奇在倫敦度過了他生命的最後二十年，他的妻子海倫·本特威奇在倫敦從事政治，擔任倫敦郡議會議員。除其他職務外，本特威奇從1958年至逝世一直擔任一改革派猶太會堂的主席。
本特威奇夫婦沒有子女，並將他們全部財產遺贈予耶路撒冷希伯來大學。

## 出版作品
本特威奇曾出版大量書籍及文章。此處列出他的部分著作。
- Philo-Judaeus of Alexandria, Jewish Publication Society of America, Philadelphia, 1910.
- The Declaration of London, with an introduction and notes and appendices, E. Wilson, London, 1911.
- Students leading cases and statutes on international law, Sweet & Maxwell, London, 1913.
- Josephus, Jewish Publication Society of America, Philadelphia, 1914.
- Palestine of the Jews: past, present and future, London, 1919.
- Hellenism, The Jewish publication society of America, Philadelphia, 1919.
- Ahad Ha'am and his philosophy, Keren Hayesod (Palestine Foundation Fund) and the Keren Kayemeth Le-Israel, Jerusalem, 1927.
- The Mandates System, Longmans, London, 1930.
- England in Palestine, Kegan Paul, Trench, Trubner & Co. Ltd., London, 1932.
- A Wanderer in the Promised Land, The Soncino Press, 1932
- Palestine, Benn, London, 1934.
- Fulfilment in the Promised land, 1917–1937, Soncino Press, London, 1938.
- Solomon Schechter: A Biography, Jewish Publication Society of America, Philadelphia, 1938
- Wanderer Between Two Worlds – An Autobiography, Kegan Paul Trench Trubner, London, 1941.
- Judaea lives again, V. Gollancz, London, 1943.
- A Wanderer in War, V. Gollancz, London, 1946
- Israel, Ernest Bend, 1952.
- For Zion's Sake. A Biography of Judah L. Magnes. First Chancellor and First President of the Hebrew University of Jerusalem, Jewish Publication Society, 1954.
- Israel And Her Neighbours: A Short Historical Geography, Rider And Company, London, 1955.
- The Jews in our Times, Penguin Books, Harmondsworth, 1960.
- Israel Resurgent, Ernest Benn, London, 1960.
- My 77 years : an account of my life and times, 1883–1960, Jewish Publication Society of America, Philadelphia, 1961.
- Mandate Memories (with Helen Bentwich), The Hogarth Press, London, 1965.
- Israel : two fateful years, 1967–69, Elec, London, 1970.
- Jewish Youth Comes Home: The Story of the Youth Aliyah, 1933-1943, Hyperion Press, 1976.

## 外部連結
- 諾曼·本特威奇的作品  - 古騰堡計劃
- Works by or about Norman Bentwich at Internet Archive
- Bentwich, Norman.  (PDF). London: Sweet & Maxwell, Limited. 1907. – his Yorke prize essay from 1906.